# 天主教贝桑松总教区

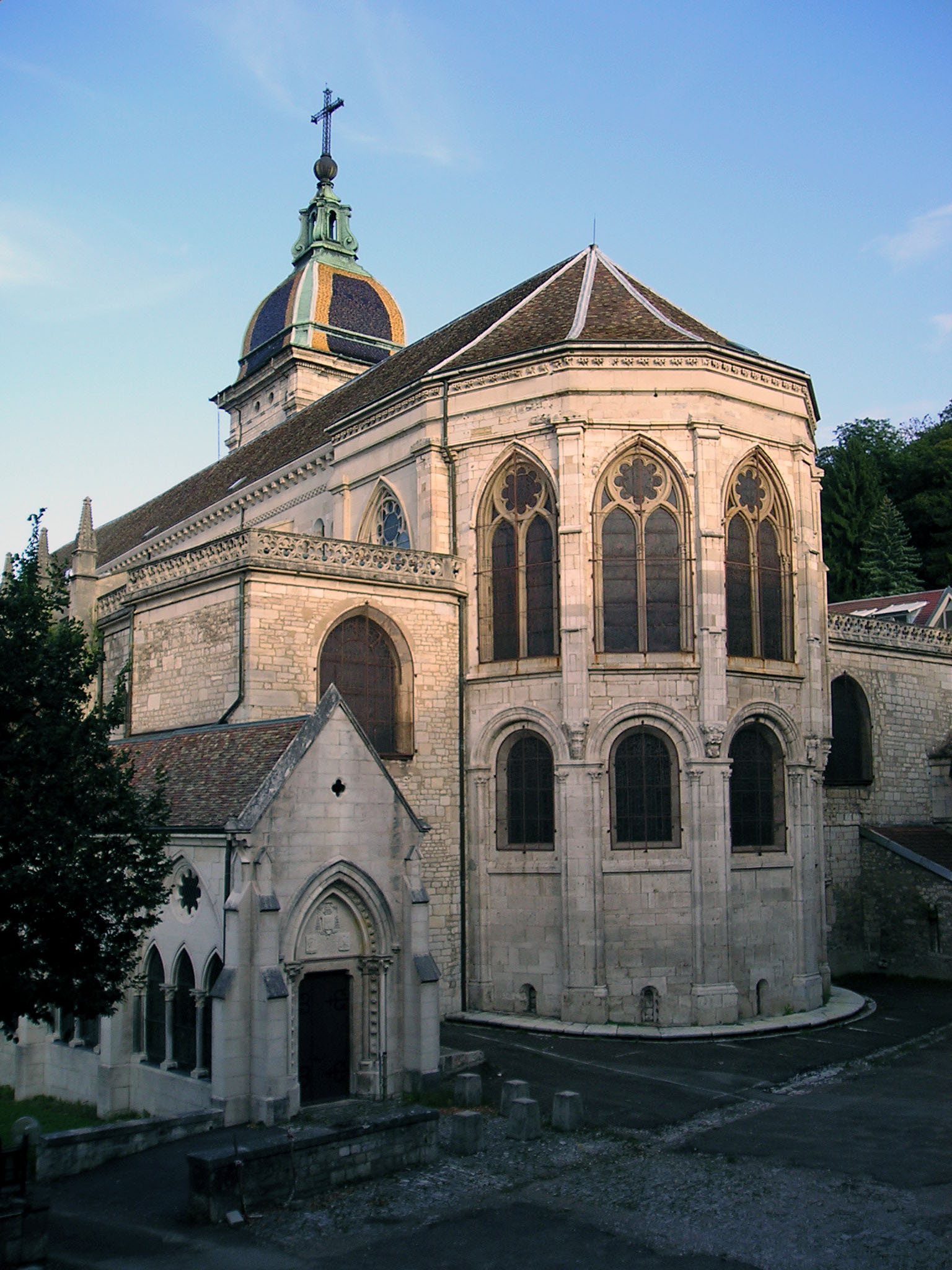
贝桑松主教座堂

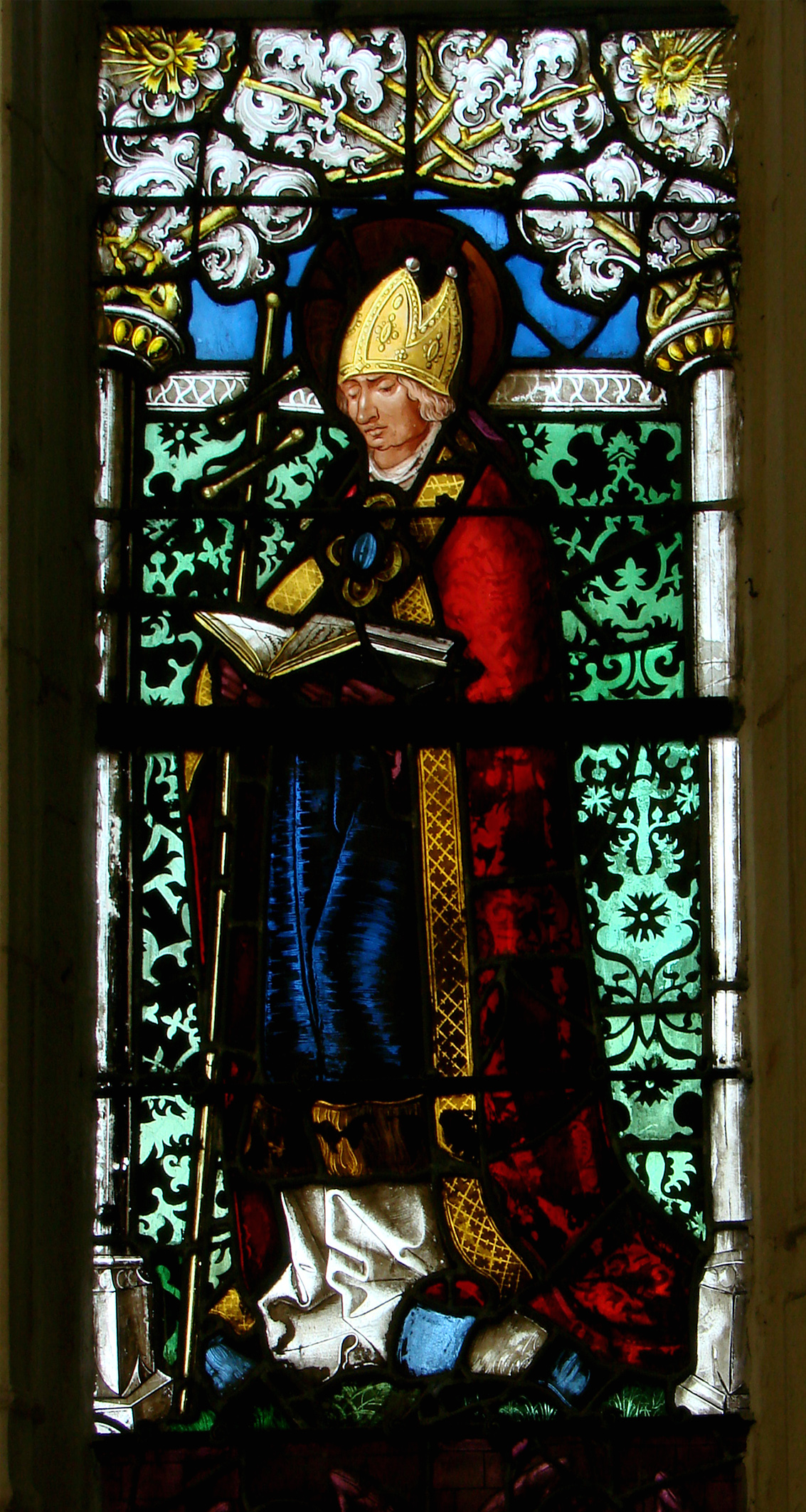
7世纪的贝桑松主教圣 Claudius

天主教贝桑松总教区是罗马天主教在法国设立的一个总教区，范围相当于弗朗茨-孔代大区的杜省，减去Montbéliard专区。
现任总主教André Jean René Lacrampe，2003年8月13日就任。 